# ریویا ایکنیوا
ریویا ایکنیوا (ژاپنی: 池庭 諒耶؛ زادهٔ ۱۷ دسامبر ۱۹۹۷) یک بازیکن فوتبال اهل ژاپن است.
از باشگاه‌هایی که در آن بازی کرده‌است می‌توان به باشگاه فوتبال توچیگی اشاره کرد.